# جزيرة داوفين (ألاباما)
جزيرة داوفين  (بالإنجليزية: Dauphin Island)‏ هي مدينة أمريكية تقع في ولاية ألاباما.ويبلغ عدد سكانها 1371 نسمة حسب إحصاء سنة 2010 م.

## المناخ
يظهر الجدول التالي التغييرات المناخية على مدار السنة لجزيرة داوفين:
| البيانات المناخية لـجزيرة داوفين  | البيانات المناخية لـجزيرة داوفين | البيانات المناخية لـجزيرة داوفين | البيانات المناخية لـجزيرة داوفين | البيانات المناخية لـجزيرة داوفين | البيانات المناخية لـجزيرة داوفين | البيانات المناخية لـجزيرة داوفين | البيانات المناخية لـجزيرة داوفين | البيانات المناخية لـجزيرة داوفين | البيانات المناخية لـجزيرة داوفين | البيانات المناخية لـجزيرة داوفين | البيانات المناخية لـجزيرة داوفين | البيانات المناخية لـجزيرة داوفين | البيانات المناخية لـجزيرة داوفين |
| الشهر                             | يناير                            | فبراير                           | مارس                             | أبريل                            | مايو                             | يونيو                            | يوليو                            | أغسطس                            | سبتمبر                           | أكتوبر                           | نوفمبر                           | ديسمبر                           | المعدل السنوي                    |
| --------------------------------- | -------------------------------- | -------------------------------- | -------------------------------- | -------------------------------- | -------------------------------- | -------------------------------- | -------------------------------- | -------------------------------- | -------------------------------- | -------------------------------- | -------------------------------- | -------------------------------- | -------------------------------- |
| الدرجة القصوى °ف (°م)             | 75 (24)                          | 76 (24)                          | 80 (27)                          | 88 (31)                          | 93 (34)                          | 96 (36)                          | 101 (38)                         | 99 (37)                          | 95 (35)                          | 91 (33)                          | 84 (29)                          | 81 (27)                          | 101 (38)                         |
| متوسط درجة الحرارة الكبرى °ف (°م) | 59.0 (15.0)                      | 61.6 (16.4)                      | 67.4 (19.7)                      | 74.1 (23.4)                      | 81.6 (27.6)                      | 87.0 (30.6)                      | 89.2 (31.8)                      | 89.0 (31.7)                      | 85.8 (29.9)                      | 77.8 (25.4)                      | 69.4 (20.8)                      | 61.6 (16.4)                      | 75.3 (24.1)                      |
| متوسط درجة الحرارة الصغرى °ف (°م) | 45.5 (7.5)                       | 48.4 (9.1)                       | 55.2 (12.9)                      | 62.6 (17.0)                      | 71.1 (21.7)                      | 76.1 (24.5)                      | 77.8 (25.4)                      | 78.0 (25.6)                      | 75.0 (23.9)                      | 66.1 (18.9)                      | 56.4 (13.6)                      | 48.3 (9.1)                       | 63.4 (17.4)                      |
| أدنى درجة حرارة °ف (°م)           | 9 (−13)                          | 19 (−7)                          | 23 (−5)                          | 35 (2)                           | 50 (10)                          | 55 (13)                          | 65 (18)                          | 64 (18)                          | 57 (14)                          | 37 (3)                           | 24 (−4)                          | 11 (−12)                         | 9 (−13)                          |
| الهطول إنش (مم)                   | 5.29 (134)                       | 5.30 (135)                       | 5.31 (135)                       | 4.27 (108)                       | 4.41 (112)                       | 5.14 (131)                       | 6.23 (158)                       | 7.19 (183)                       | 5.38 (137)                       | 3.85 (98)                        | 4.14 (105)                       | 4.87 (124)                       | 61.38 (1٬560)                    |
| متوسط الأيام الممطرة (≥ 0.01 in)  | 12                               | 10                               | 9                                | 7                                | 7                                | 10                               | 11                               | 12                               | 9                                | 7                                | 9                                | 12                               | 115                              |
| المصدر:                           |                                  |                                  |                                  |                                  |                                  |                                  |                                  |                                  |                                  |                                  |                                  |                                  |                                  |